# Alan B. Krueger

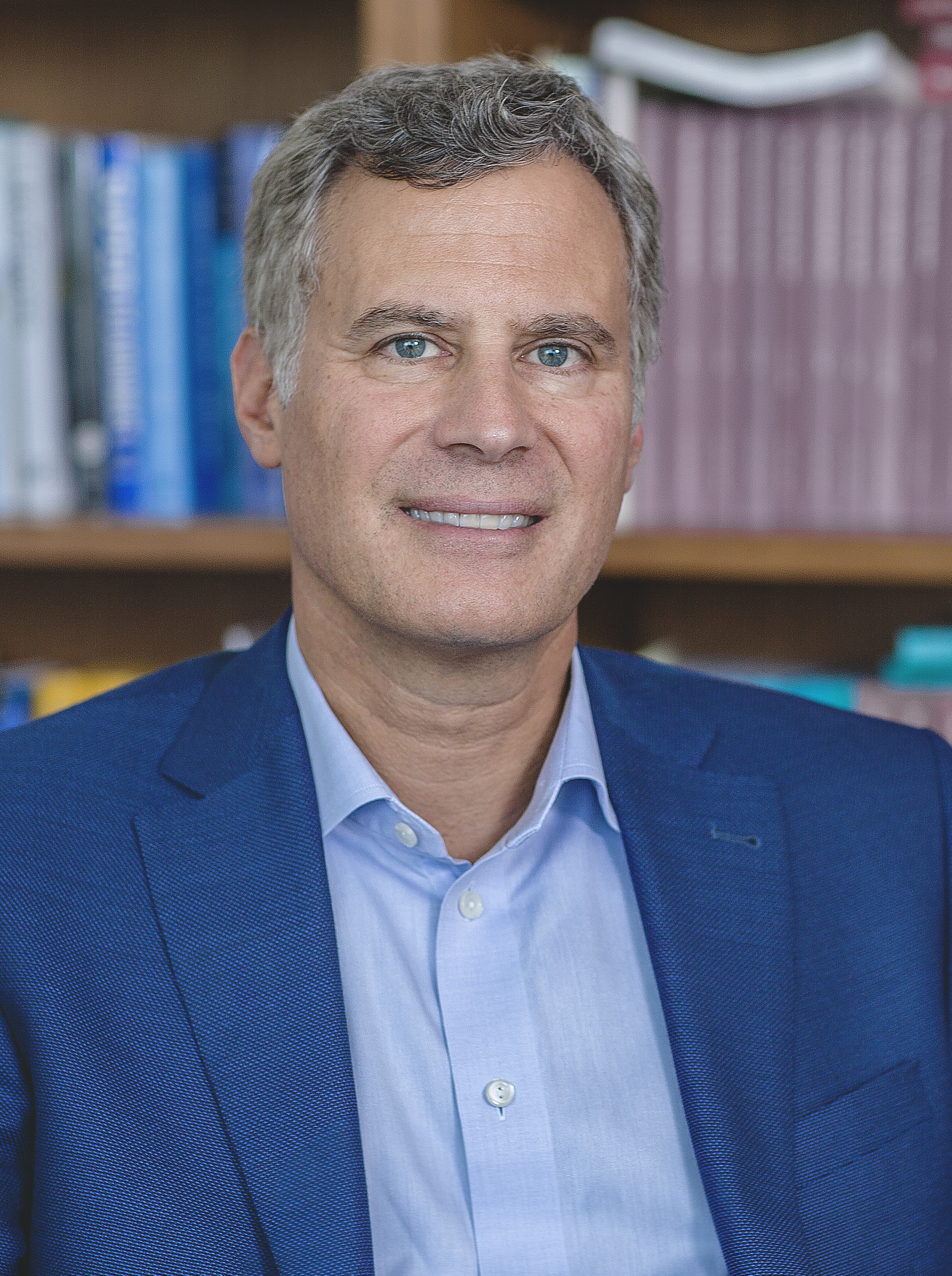
Alan B. Krueger (2017)

Alan Bennett Krueger (* 17. September 1960 in Livingston, New Jersey; † 16. März 2019 in Princeton, New Jersey) war ein US-amerikanischer Wirtschaftswissenschaftler und Professor für Ökonomie und Politik an dem Bendheim Center for Finance der Princeton University. Sein Forschungsgebiet waren inner- und außerbetriebliche Beziehungen, und er publizierte zum wissenschaftlichen Werk von Simon Smith Kuznets.
Am 7. März 2009 wurde Krueger von Präsident Barack Obama zum Assistant Secretary of the Treasury for Economic Policy (zum Leiter des Office of Economic Policy – der wirtschaftspolitischen Abteilung des US-Finanzministeriums) ernannt. Am 29. August 2011 nominierte Obama Krueger als künftigen Leiter des Council of Economic Advisers (Rat der Wirtschaftsberater im Weißen Haus). Krueger trat am 10. Oktober desselben Jahres die Nachfolge von Austan Goolsbee an. Am 10. Juni 2013 teilte Obama mit, dass Krueger an seinen Lehrstuhl an der Universität Princeton zurückkehren wird. Als Nachfolger im Council of Economic Advisers nominierte er Jason Furman.

## Leben und Werdegang
Alan B. Krueger wuchs in Livingston, New Jersey auf. Nach seinem Abschluss an der dortigen (Livingston) High School im Jahre 1979 machte er 1983 an der School of Industrial & Labor Relations der Cornell University seinen Bachelor mit Auszeichnung und 1987 an der Harvard University den Ph.D. in Ökonomie.
Krueger lehrte ab 1987 an der Princeton University und veröffentlichte u. a. zu den wirtschaftlichen Aspekten von Bildung, Terrorismus, Umweltökonomie und Marktregulierung. 1992 wurde er Forschungsstipendiat der Alfred P. Sloan Foundation (Sloan Research Fellow). Er war Mitglied des National Bureau of Economic Research. In den Jahren 1994 und 1995 war er Chefökonom des Arbeitsministeriums der Vereinigten Staaten. Von 2000 bis 2006 schrieb der Wirtschaftswissenschaftler Kolumnen zu wirtschaftlichen Themen in der New York Times und gewann 2006 (zusammen mit David Card) den IZA Prize in Labor Economics für die Analyse der Bedeutung schulischer Bildung für den Arbeitsmarkterfolg.
Krueger starb Mitte März 2019 im Alter von 58 Jahren durch Suizid. Er war mit Lisa Simon verheiratet. Aus dieser Ehe gingen zwei Kinder hervor, Benjamin und Sydney.

## Forschungen zum Mindestlohn
1994 veröffentlichte Krueger zusammen mit David Card eine wissenschaftliche Untersuchung in der Fachzeitschrift American Economic Review – die Studie mit dem Titel „Minimum Wages and Employment: A Case Study of the Fast-Food Industry in New Jersey and Pennsylvania“ („Mindestlohn und Beschäftigung: Eine Fall-Studie der Fast-Food-Industrie in New Jersey und Pennsylvania“), die von den beiden Forschern 1995 – in erweiterter Form – unter dem Titel „Myth and Measurement: The new Economics of the Minimum Wage“ als Buch publiziert wurde.
Krueger und Card stellten in ihrer empirischen Fallstudie die weitverbreitete Meinung in Frage, dass die Einführung eines Mindestlohns unweigerlich Arbeitsplätze vernichte. Die beiden Forscher untersuchten 410 Fast-Food-Restaurants in New Jersey, die im Jahre 1992 ihren Mindestlohn von 4,25 Dollar/h auf 5,05 Dollar/h angehoben hatten und verglichen sie mit Fast-Food-Restaurants im benachbarten Pennsylvania, wo der Mindestlohn bei 4,25 Dollar/h lag.
Krueger und Card fanden heraus, dass die in New Jersey erfolgte Anhebung des Mindestlohns keineswegs zu einem Abbau von Beschäftigung führte, sondern sogar mehr Personal eingestellt wurde. Darüber hinaus stellten sie fest, dass die Anhebung des Mindestlohns auch nicht dazu führte, dass die anfallenden Mehrkosten der Restaurants an die Konsumenten weitergereicht wurden.
Diese Ergebnisse konnten durch neuere, sowohl räumlich als auch zeitlich breiter angelegte Untersuchungen (etwa eine Studie des Arbeitsmarkt-Forschungszentrums der University of California, Berkeley aus dem Jahre 2010), bestätigt werden.
Seit 2013 zählte ihn Thomson Reuters aufgrund der Zahl seiner Zitationen zu den Favoriten auf einen Nobelpreis (Thomson Reuters Citation Laureates). Zudem wurde er bereits 2002 in die American Academy of Arts and Sciences gewählt.

## Schriften (Auswahl)
- Myth and Measurement: The New Economics of the Minimum Wage, 1997 mit David Card, ISBN 0-691-04823-1
- Education Matters: Selected Essays by Alan B. Krueger, 2001, ISBN 1-84064-106-1
- The Roaring ‘90s: Can Full Employment Be Sustained, hrsg. von Alan B. Krueger und Robert Solow, New York: Russell Sage and Century Fund, 2001.
- Inequality in America: What Role for Human Capital Policies, hrsg. von James J. Heckman und Alan B. Krueger, Cambridge, MA: MIT Press, 2004.
- The Market Comes to Education in Sweden: An Evaluation of Sweden’s Surprising School Reforms (mit Andjers Bjorklund, Melissa Clark, Per-Anders Edin und Peter Fredriksson), Russell Sage Foundation, 2005.
- What Makes a terrorist: economics and the roots of Terrorism, 2007, ISBN 0-691-13438-3